# Ume–1
Az Ume–1 (jelentése szilvafavirág), angol rövidítéssel ISS (Ionosphere Sounding Satellite), Japán első ionoszféra kutató műholdja.

## Küldetés
Az ionoszférára vonatkozó adatgyűjtés, továbbá a természetes és mesterséges eredetű rádiózaj mérése négy frekvencián.

## Jellemzői
Építette és működtette Uchu Kagaku Kenkyujo (japánul: 宇宙 科学研究 本部), 1964-től Institute of Space and Astronautical Science (ISAS), 2003-tól JAXA.
Megnevezései: Ume–1; Ume–1 (COSPAR:1976-019A); Japanese Ionosphere Sounding Satellite (JISS–1); Ionosphere Sounding Satellite (ISS–A); Ionosphere Sounding Satellite (ISS–1). Kódszáma: SSC 8709.
1976. február 29-én a Tanegashimai ISAS űrközpontból (Tanegashima Space Center) egy N–1F hordozórakétával állították magas Föld körüli pályára (HEO = High-Earth Orbit).
Giroszkóppal stabilizált, a Föld irányába függőleges pozícióban van. Az adatokat mágnesszalagra rögzíti, vételi pozícióban lejátssza. Formája henger alakú, átmérője 935, magassága 82 centiméter. Villamos energiát a felületére szerelt (5000 darab) napelem biztosította, földárnyékban az energiaellátását ezüst-cink akkumulátorok biztosították. Tudományos műszerei: ioncsapda; magnetométer; tömegspektrométer. Az orbitális egység pályája 105,2 perces, 69,7 fokos hajlásszögű, elliptikus pálya perigeuma 988 kilométer, az apogeuma 1003 kilométer volt. Hasznos tömege 139 kilogramm.
A légkörbe történő belépésének ideje ismeretlen.
A sorozat első műholdja, következő tag a Ume–2 (COSPAR:1978-018A).